# Thesium capituliflorum
Thesium capituliflorum là một loài thực vật có hoa trong họ Santalaceae. Loài này được Sond. miêu tả khoa học đầu tiên.